# Campionato italiano di calcio da tavolo 1988
Il quattordicesimo campionato italiano di Subbuteo agonistico (calcio da tavolo) venne primo organizzato dall'A.I.C.I.M.S.. Le gare si disputarono a Sorrento nel 1988. La competizione fu suddivisa nella categoria "Seniores" e nella categoria "Juniores". Quest'ultima è riservata ai giocatori "Under16".

## Medagliere
| Pos. | Regione  |   |   |   | Totale |
| ---- | -------- | - | - | - | ------ |
| 1    | Sicilia  | 1 | 0 | 1 | 2      |
| 2    | Puglia   | 1 | 0 | 0 | 1      |
| 3    | Abruzzo  | 0 | 1 | 0 | 1      |
| 4    | Campania | 0 | 1 | 0 | 1      |
| 5    | Liguria  | 0 | 0 | 1 | 1      |

## Risultati

### Categoria Seniores

#### Girone A
- Antonio Aloisi - Santino Simonetti 2-0
- Jacopo Festoso - Maurizio Visconti 5-0
- Antonio Aloisi - Jacopo Festoso 4-1
- Santino Simonetti - Maurizio Visconti 6-0
- Antonio Aloisi - Maurizio Visconti 5-0
- Santino Simonetti - Jacopo Festoso 2-2

#### Girone B
- Mario Baglietto - Edoardo Costanzo 6-0
- Stefano Scagni - Fabrizio Sonnino 2-1
- Mario Baglietto - Fabrizio Sonnino 6-0
- Stefano Scagni - Edoardo Costanzo 2-1
- Mario Baglietto - Stefano Scagni 3-2
- Fabrizio Sonnino - Edoardo Costanzo 3-2

#### Girone C
- Nicola Morabito - Luca Coronato 5-0
- Carlo Grandinetti - Maurizio Spada 4-2
- Nicola Morabito - Carlo Grandinetti 1-1
- Luca Coronato - Maurizio Spada3-1
- Luca Coronato - Carlo Grandinetti 1-0
- Nicola Morabito - Maurizio Spada1-0

#### Girone D
- Paolo Musso - Luigi Arena 2-0
- Giuseppe Ogno - Andrea Lessona 3-0
- Luigi Arena - Andrea Lessona 3-0
- Giuseppe Ogno - Paolo Musso 3-1
- Giuseppe Ogno - Luigi Arena 2-1
- Paolo Musso - Andrea Lessona 3-1

#### Quarti di finale
- Antonio Aloisi - Paolo Musso 2-0
- Nicola Morabito - Stefano Scagni 4-3 d.t.s.
- Giuseppe Ogno - Santino Simonetti 2-1
- Mario Baglietto - Luca Coronato 2-0

#### Semifinali
- Antonio Aloisi - Nicola Morabito 2-1
- Mario Baglietto - Giuseppe Ogno 4-1

#### Finali
Finale 7º/8º posto
Stefano Scagni - Luca Coronato 4-2
Finale 5º/6º posto
Santino Simonetti - Paolo Musso 2-1
Finale 3º/4º posto
Giuseppe Ogno - Nicola Morabito 1-1* d.c.p.
Finale 1º/2º posto
Mario Baglietto - Antonio Aloisi 2-1 d.t.s.

### Categoria Juniores

#### Girone A
- Filippo Morabito - Fabio Malvaso 2-1
- Filippo Morabito - Paolo Zucca 4-0
- Fabio Malvaso - Paolo Zucca 2-1

#### Girone B
- Massimiliano Nastasi - Pasquale Torano 1-0
- Massimiliano Nastasi - Fabio Mitola 1-0
- Pasquale Torano - Fabio Mitola 1-0

#### Girone C
- Gianluca Grementieri - Felice Meo 3-1
- Felice Meo - Matteo Montani 1-0
- Gianluca Grementieri - Matteo Montani 0-0

#### Girone D
- Emanuele Licheri - Gianfranco Zorzanello 4-0
- Gianfranco Zorzanello - Gianfranco Arlone 1-2
- Emanuele Licheri - Gianfranco Arlone 5-0

#### Quarti di finale
- Filippo Morabito - Gianfranco Arlone 10-0
- Pasquale Torano - Gianluca Grementieri 4-1
- Fabio Malvaso - Emanuele Licheri 3-1
- Felice Meo - Massimiliano Nastasi 1-0

#### Semifinali
- Filippo Morabito - Pasquale Torano 3-2
- Felice Meo - Fabio Malvaso 1-0

#### Finali
Finale 7º/8º posto
Massimiliano Nastasi - Gianfranco Arlone 2-0ff
Finale 5º/6º posto
Gianluca Grementieri - Emanuele Licheri 2-1
Finale 3º/4º posto
Pasquale Torano - Fabio Malvaso 1-1* d.c.p.
Finale 1º/2º posto
Filippo Morabito - Felice Meo 3-0